# Rapier (Radsportteam)
Rapier war ein deutsches professionelles Radsportteam, das nur in der Saison 1952 bei der Union Cycliste Internationale (UCI) lizenziert war. Sponsor war das Unternehmen Rapier Fahrradfabrik GmbH, ein Fahrradproduzent aus Bielefeld.

## Geschichte
Das Team wurde eigens für die Deutschland-Rundfahrt 1952 zusammengestellt und bestand aus drei Fahrern aus Deutschland, fünf aus Italien und einem Schweizer. Das Team hatte auch zwei Berufsfahrer aus der DDR unter Vertrag. In der Deutschland-Rundfahrt kam Guido De Santi, der das Etappenrennen im Vorjahr gewonnen hatte, auf den 5. Platz. Oreste Conte konnte für das Team eine Etappe im Giro d’Italia gewinnen. Zum Ende der Saison 1952 wurde das Team aufgelöst.

## Erfolge
- eine Etappe Giro d’Italia
- eine Etappe Argentinien-Rundfahrt
- eine Etappe Grand Prix de Suisse

## Bekannte Fahrer
- Guido De Santi
- Carlo Clerici